# Catalebeda bimaculata
Catalebeda bimaculata is een vlinder uit de familie spinners (Lasiocampidae). De wetenschappelijke naam van deze soort is voor het eerst geldig gepubliceerd in 1913 door Strand.
De soort komt voor in tropisch Afrika.